# Woomera
Woomera är en stad i centrala delarna av delstaten South Australia i Australien med 146 invånare 2016. Den grundades 1947 för att tjänstgöra som bostadsort för personalen på den provplats för vapen som etablerats i det synnerligen glest befolkade området. Den är benämnd efter aboriginernas kastvapen woomera, ett spjut med kastträ. Under dess storhetstid på 50- och 60-talen nådde staden som mest 6 000 invånare, men har sedan dess krympt i takt med att provplatsens verksamhet minskat.
Provplatsen används idag huvudsakligen för flyg- och robotutprovning av militära och civila användare. Till provplatsen är knutet ett 127 000 km² stort avspärrat provområde över land, det största i världen. Inom detta område ligger Emu Field och Maralinga där Storbritannien i samarbete med Australien utförde en serie kärnvapenprov 1953-63.